# Elaeagia laxiflora
Elaeagia laxiflora är en måreväxtart som beskrevs av Paul Carpenter Standley och Julian Alfred Steyermark. Elaeagia laxiflora ingår i släktet Elaeagia och familjen måreväxter.
Artens utbredningsområde är Venezuela. Inga underarter finns listade i Catalogue of Life.